# 利伯蒂鎮區 (明尼蘇達州波爾克縣)
利伯蒂鎮區（英語：Liberty Township）是位於美國明尼蘇達州波爾克縣的一個行政鎮區，於1880年設立。

## 地方資料
利伯蒂鎮區的面積為93.55平方千米，當中陸地面積為93.49平方千米，而水域面積為0.06平方千米。根據2020年美國人口普查的數據，當地共有人口113人，而人口密度為每平方千米1.21人。